# FC Imabari
FC Imabari (FC今治?) är ett fotbollslag från Imabari i Ehime prefektur, Japan. Laget spelar för närvarande (2023) i lägsta proffsligan J3 League.

## Placering tidigare säsonger
| Säsong | Nivå | Liga      | Placering | Referens | Notering |
| ------ | ---- | --------- | --------- | -------- | -------- |
| 2020   | 3    | J3 League | 7         | [ 1 ]    | Pandemin |
| 2021   | 3    | J3 League | 11        | [ 2 ]    | Pandemin |
| 2022   | 3    | J3 League | 5         | [ 3 ]    | Pandemin |
| 2023   | 3    | J3 League | 4         | [ 4 ]    |          |
| 2024   | 3    | J3 League | 2         | [ 5 ]    |          |
| 2025   | 2    | J2 League |           | [ 6 ]    |          |

## Trupp 2022
Aktuell 23 april 2022.
| Nr | Land          | Pos | Namn                                        |
| -- | ------------- | --- | ------------------------------------------- |
| 1  | Japan         | MV  | Tomohito Shugyo                             |
| 2  | Japan         | F   | Kohei Tomita                                |
| 3  | Japan         | F   | Yuichi Komano                               |
| 4  | Japan         | F   | Noriki Fuke (lån från Tokushima Vortis)     |
| 5  | Japan         | F   | Tomoya Ando                                 |
| 6  | Japan         | MF  | Kazuki Okayama                              |
| 7  | Japan         | MF  | Takafumi Yamada                             |
| 8  | Japan         | MF  | Takuya Shimamura                            |
| 9  | Japan         | MF  | Takatora Kondo                              |
| 10 | Japan         | MF  | Sho Fukuda                                  |
| 11 | Nederländerna | A   | Ralf Seuntjens                              |
| 13 | Japan         | F   | Ryota Ichihara                              |
| 14 | Japan         | MF  | Kazaki Takagawa                             |
| 15 | Japan         | MF  | Seigo Takei                                 |
| 16 | Japan         | MV  | Haruhiko Takimoto (lån från Kashiwa Reysol) |
| 17 | Australien    | A   | Mohamed Adam                                |

| Nr | Land      | Pos | Namn                                         |
| -- | --------- | --- | -------------------------------------------- |
| 19 | Sydkorea  | MF  | Park Soo-bin                                 |
| 20 | Japan     | MF  | Riki Sato                                    |
| 22 | Japan     | F   | Takuro Uehara                                |
| 23 | Sydkorea  | MV  | Lee Do-hyung                                 |
| 24 | Japan     | F   | Wakaba Shimoguchi (lån från Fagiano Okayama) |
| 25 | Japan     | MF  | Keishi Kusumi                                |
| 26 | Japan     | A   | Taisei Takase                                |
| 27 | Japan     | A   | Misaki Haruyama (lån från Machida Zelvia)    |
| 28 | Japan     | MF  | Haruki Matsui                                |
| 29 | Japan     | F   | Ryoya Iizumi                                 |
| 31 | Japan     | MV  | Shinji Okada                                 |
| 33 | Brasilien | A   | Marcus Índio                                 |
| 34 | Japan     | F   | Junya Hosokawa                               |
| 41 | Japan     | F   | Wataru Noguchi                               |
| 48 | Japan     | F   | Hayato Teruyama (lån från Vegalta Sendai)    |